# Заря (гидроакустическая станция)
«Заря» — семейство гидроакустических станций, предназначенных для обнаружения подводных и надводных объектов.

## Задачи
- обнаружение подводных лодок и надводных кораблей в режиме гидролокации с помощью корпусной (подкильной), буксируемой и опускаемой антенн;
- обнаружение торпед, подводных лодок и надводных кораблей в режиме шумопеленгования с помощью корпусной (подкильной), буксируемой и опускаемой антенн;
- автоматическое сопровождение целей с определением их координат и параметров движения, выдача данных для применения оружия;
- классификация целей по классам (подводных лодок, надводных кораблей, торпеда, ложная цель);
- обнаружение торпед в активном режиме;
- гидроакустическая связь с ПЛ и НК и опознавание целей "свой-чужой";
- контроль помех работе своих гидроакустических средств;
- контроль функционирования комплекса с отысканием неисправностей.[1]

## Сравнительные характеристики
|                                                                        |                                                                        | Заря-МЭ                                                                                                  | Заря-МЭ                                                                           | Заря-МЭ                                                                           |
|                                                                        |                                                                        | Корпусная (подкильная) антенна                                                                           | Буксируемая антенна                                                               | Опускаемая антенна                                                                |
| ---------------------------------------------------------------------- | ---------------------------------------------------------------------- | --- | --------------------------------------------------------------------------------- | --------------------------------------------------------------------------------- |
| Энергетическая дальность обнаружения (направленное излучения, Кэ=10 м) | Энергетическая дальность обнаружения (направленное излучения, Кэ=10 м) | до 35км 2,5 км; 5 км; 10 км; 20 км; 40 км; 80 км; 160 км (Шкалы дальности (в зависимости от модификации) | 14-15 км                                                                          | 16 км                                                                             |
| Срединная ошибка измерения координат                                   | по дистанции                                                           | 1,1% шкалы                                                                                               | 1,1% шкалы                                                                        |                                                                                   |
| Срединная ошибка измерения координат                                   | по пеленгу                                                             | 0,7-1,2°                                                                                                 | 1,3°                                                                              | 1,3°                                                                              |
| Обзор в режиме гидролокации                                            | Обзор в режиме гидролокации                                            | от ±135 до ±150 (направленное излучение в секторе 30° и 60°) от ±135 до ±150 (ненаправленное излучение)  | ±160 (направленное излучение в секторе 30° и 60°) ±160 (ненаправленное излучение) | ±180 (направленное излучение в секторе 30° и 60°) ±180 (ненаправленное излучение) |
| Пределы углов электронной стабилизации антенны при килевой качке       | Пределы углов электронной стабилизации антенны при килевой качке       | ±10° | —                                                                                 | —                                                                                 |
| Максимальная скорость буксировки                                       | Максимальная скорость буксировки                                       | — | 18 узлов                                                                          | —                                                                                 |